# Dave Brailsford
Sir David John Brailsford CBE (* 29. února 1964 Shardlow, Derbyshire, Anglie) je britský cyklistický trenér. Do roku 2014 zastával pozici výkonného ředitele britské cyklistiky, v současné době je generálním ředitelem Teamu Ineos.